# Anse du Petit Havre
L'anse du Petit Havre est une baie de Guadeloupe sur la commune du Gosier entre Le Gosier et Sainte-Anne. 

## Géographie
L'anse est délimitée par la pointe de la Saline à l'ouest et la pointe du Petit Havre à l'ouest. Elle est formée en dedans d'un banc de corail détaché sur lequel se trouve le rocher dit du Diamant.
Elle abrite la plage de la pointe de la Saline et la Plage de Morne Jacques ou plage de Petit-Havre.
Une randonnée balisée permet de joindre par le littoral la pointe de la Saline à la plage de Petit-Havre.

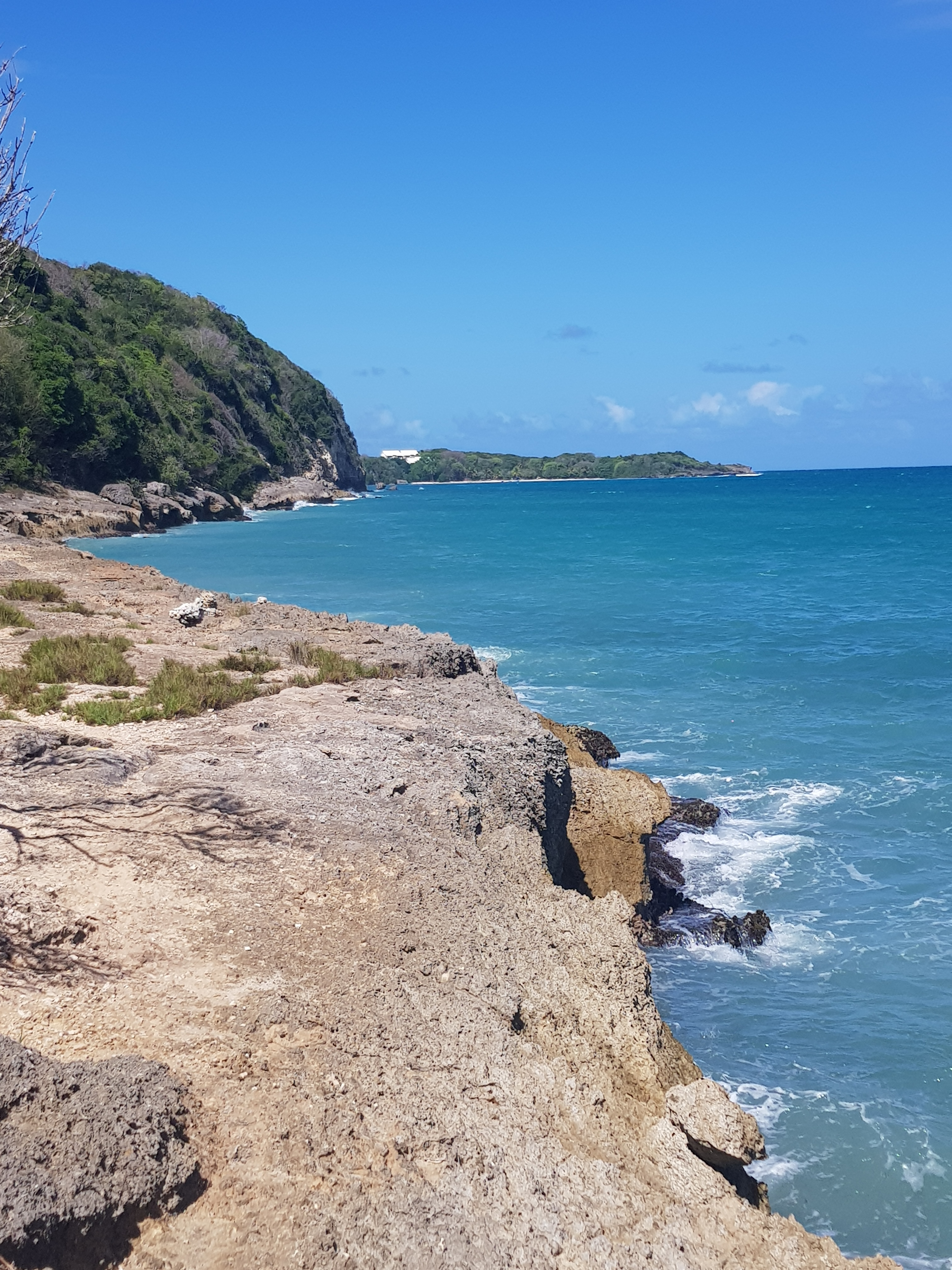
Littoral entre pointe de la Saline et pointe du Petit Havre.
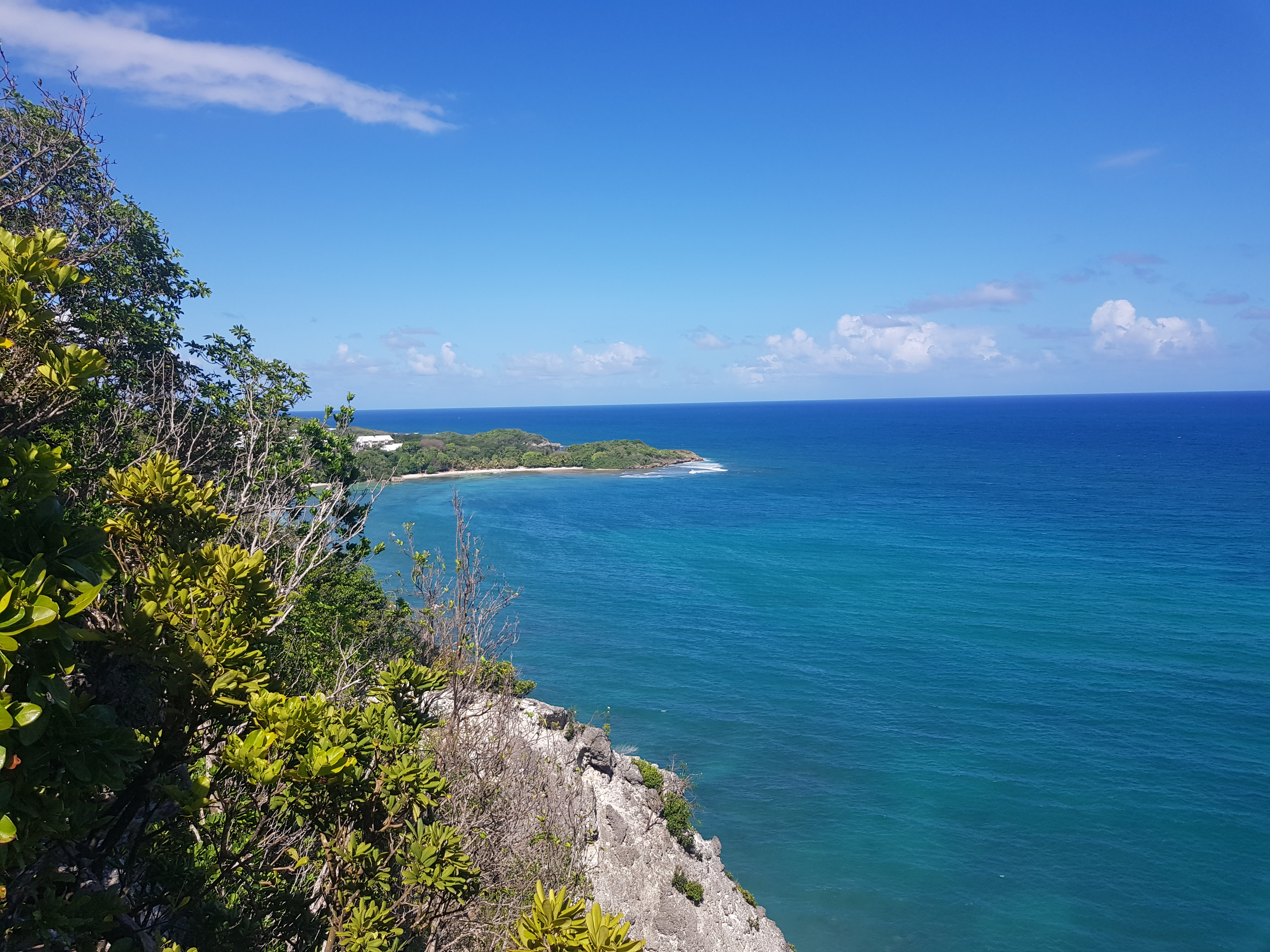
Anse du Petit Havre et pointe du Petit Havre.
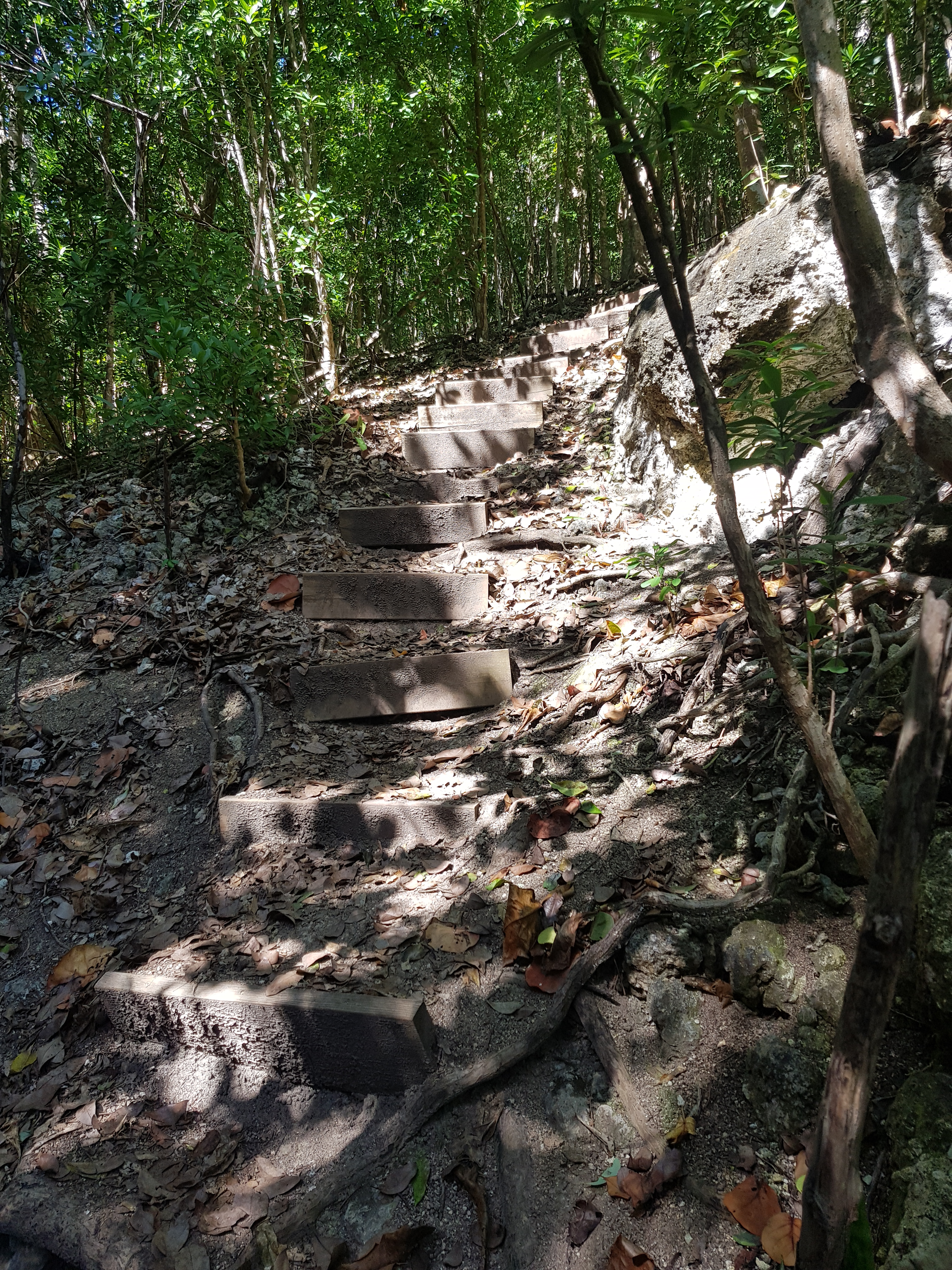
Randonnée le long de l'anse du Petit Havre.